# 자유의 길
《자유에의 길》(프랑스어: Les chemins de la liberté)은 장폴 사르트르가 쓴 장편소설 시리즈이다.
제1부 <분별기(分別期)>, 제2부 <집행유예(執行猶豫)>,제3부 <영혼 속의 죽음>, 제4부 <마지막 기회>는 단편 <기묘한 우정>을 발표했을 뿐 미완성인 채로 놓여 있다.
파리에 사는 젊은 철학교사 마티유를 주인공으로 하여 비행동적인 인텔리 부르주아가 전쟁을 체험한 뒤에 행동적인 인간으로 변신(變身)하여 ‘자유’의 참다운 의미를 해득하는 과정을 각권에 따라 각각 다른 소설기법으로 묘사하였다. 제4부에는 레지스탕스 운동을 중심으로 줄거리가 진행될 셈이었는데 이들 과거의 상황보다 오늘의 현실적인 문제로 작자의 흥미가 바뀌어 미완인 채로 방치되었다.